# Carin Nilsson
Carin Maria Nilsson (Estocolm, 10 de desembre de 1904 – Branchville, Nova Jersey, 20 de desembre de 1999) va ser una nedadora sueca que va prendre part en els Jocs Olímpics de 1920 d'Anvers.
En ells disputà les tres proves del programa de natació: en els 100 metres lliures i 300 metres lliures fou eliminada en sèries, mentre en el relleu 4 x 100 metres lliures guanyà la medalla de bronze formant equip amb Emy Machnow, Aina Berg i Jane Gylling.